# Épiscope (optique)
Pour les articles homonymes, voir épiscope.
Un épiscope (du grec epi (sur) et skopein (regarder) est un instrument d'optique, soit pour la projection par réflexion (voir aussi rétroprojecteur), soit un système de vision périscopique.
Un épidiascope permet de projeter également l'image d'objets transparents, le grec ancien διά (dia) signifiant « à travers ».

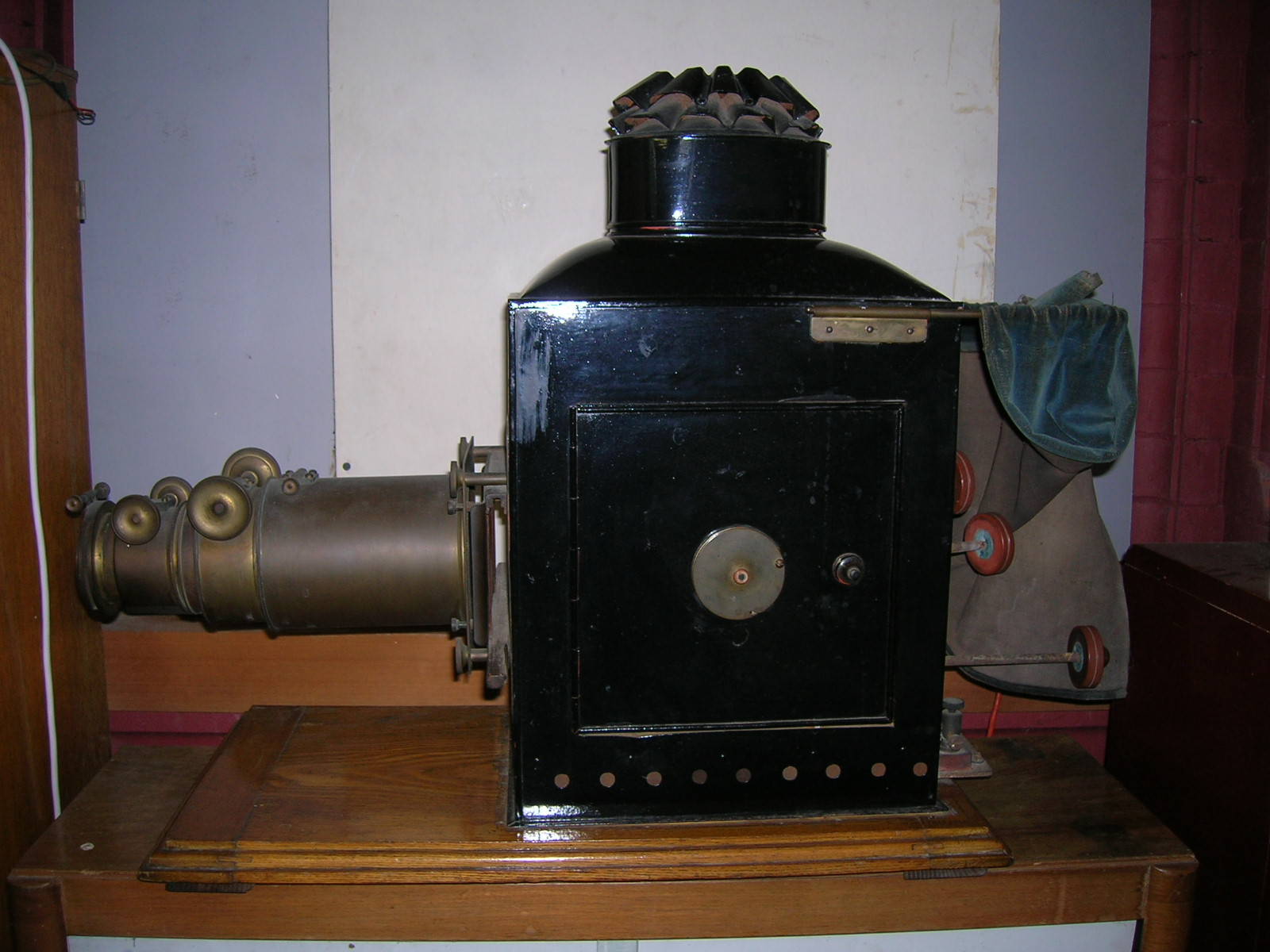
Épiscope de la fin du XIX.

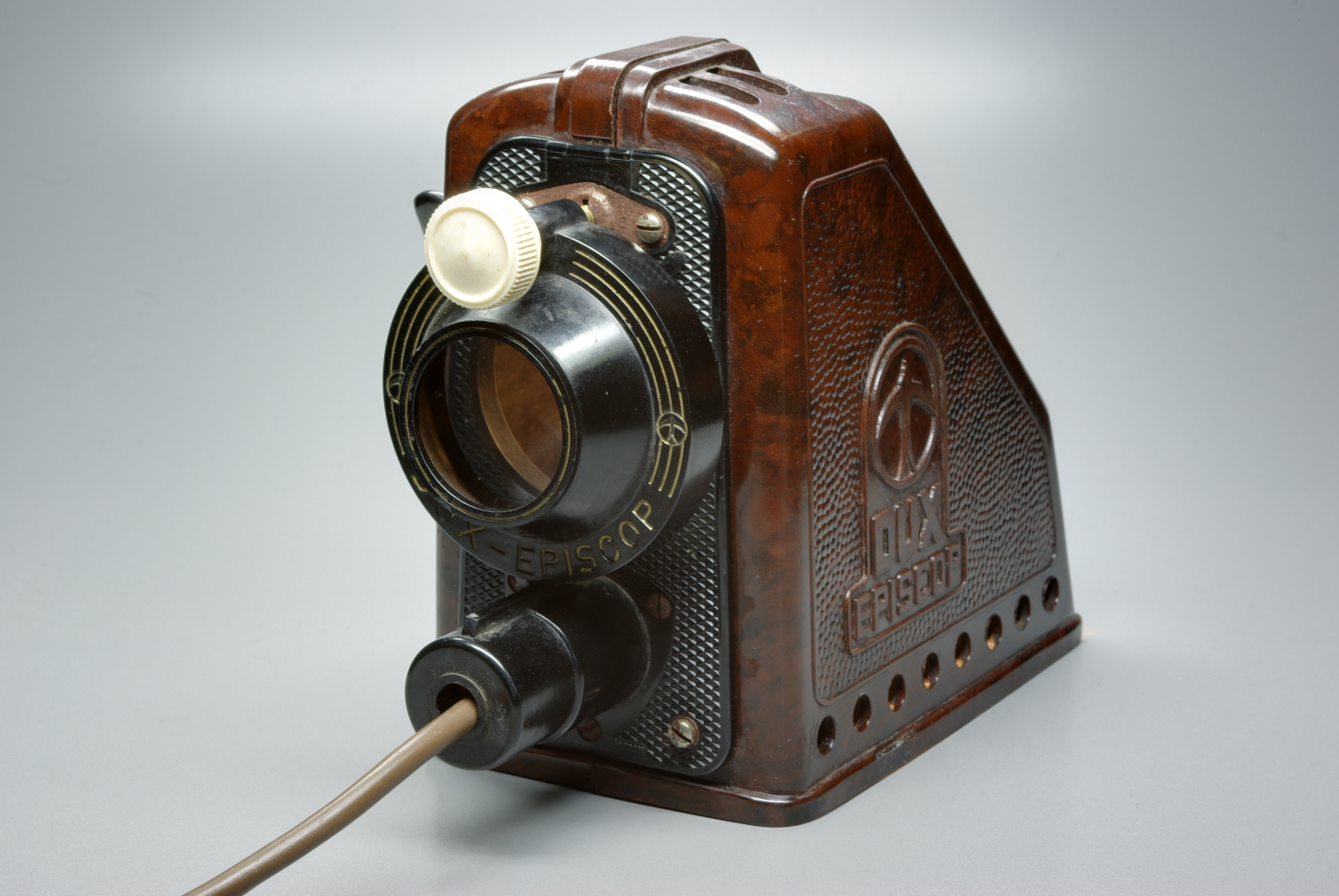
Petit modèle d'épiscope (plastique ou bakélite), du milieu du XX (1951), marque Dux Episkop

## Système de projection
À la différence du rétroprojecteur, l'épiscope permet de projeter sur un écran une image agrandie d'un objet opaque (et si possible plat). Certains épiscopes disposant d'une grande lentille et d'un éclairage puissant, ont un très bon rendu, qui peut être utilisé pour l'observation et le dessin naturaliste, voire dans le contrôle de profil, dans l'industrie de l'outil coupant.
L'un des problèmes des épiscopes est leur consommation d'énergie et leur température qui peut dégrader les objets fragiles que l'on veut observer.
Un visualiseur, voire tout appareil doté d'une caméra (caméra numérique, appareil photo numérique, tablette tactile, mobile multifonction ou ordiphone au Québec, etc.), connecté à un vidéoprojecteur (voire, en intermédiaire, à un ordinateur) rend le même service, mais avec une image parfois de moindre qualité quand on la regarde de près (pixellisation, défaut d'éclairage, etc.).

### Histoire
Un épiscope produit sous ce nom par François Dussaud a été présenté à la Société des Arts de Genève le 7 septembre 1921.
Les grands épiscopes ont été utilisés jusque dans les années 1960-1970 par les enseignants ou conférenciers, avant d'être remplacés par le projecteur de diapositives, puis par le rétroprojecteur (utilisant des documents transparents, pouvant être préparés à la main ou via impression d'un film spécial sur une photocopieuse), lui-même remplacé à la fin des années 1990 par le vidéoprojecteur.
Les épiscopes modernes sont éclairés par plusieurs lampes halogènes, et disposent d'un réflecteur permettant une visualisation nette et très lumineuse dans des conditions d'obscurité réduite. Ils sont souvent multifonctionnels, permettant aussi l'utilisation de transparents et de projeter l'image d'un objet opaque (qu'il faut toutefois entourer d'un drap noir).

## Système de vision périscopique militaire
Des épiscopes - un genre, voire un synonyme de périscope - furent utilisés lors de la première guerre mondiale, pour pouvoir observer l'ennemi sans devoir prendre le risque de sortir la tête hors d'une tranchée. Simple boite munie de deux miroirs, ou jumelles équipées d'un renvoi optique, ou encore dispositif rustique monté sur un fusil,.

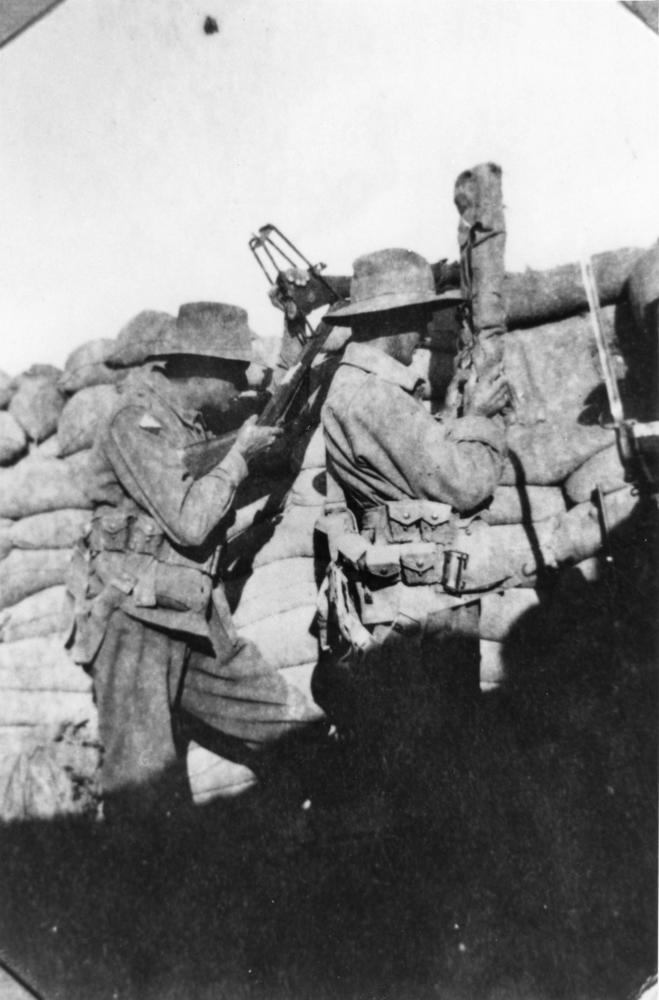
Épiscope d'observation et épiscope monté sur un fusil. Soldats australiens - Gallipoli, 1915
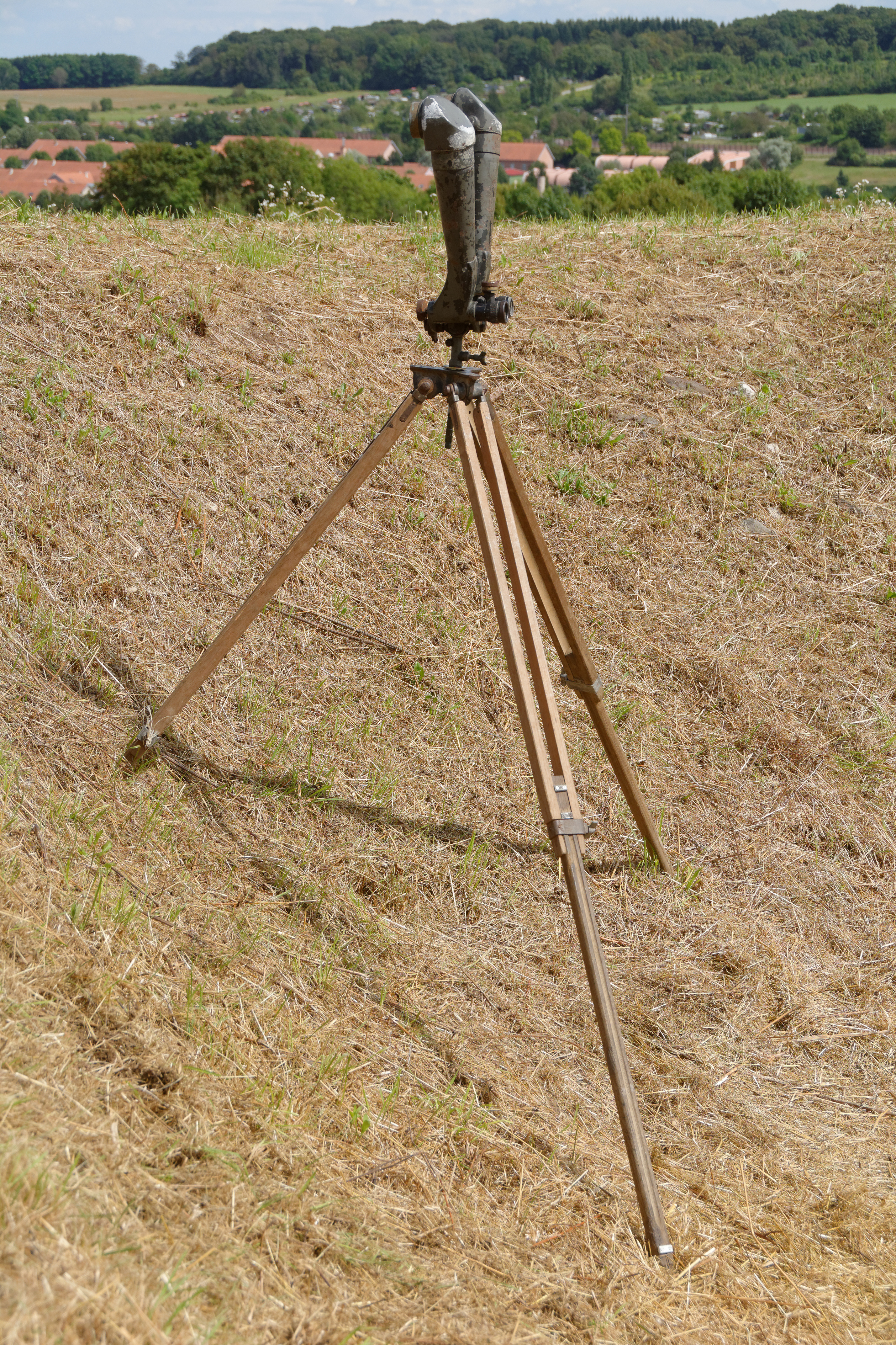
Jumelles épiscopiques

Ce système est aussi utilisé dans les chars de combat ou les casemates pour disposer d'une vision plus large que celle d'un viseur et améliorer l'ergonomie. Fixe, il peut être multiplié pour dispenser une vision à 360°, mais peut être aussi pivotant,.

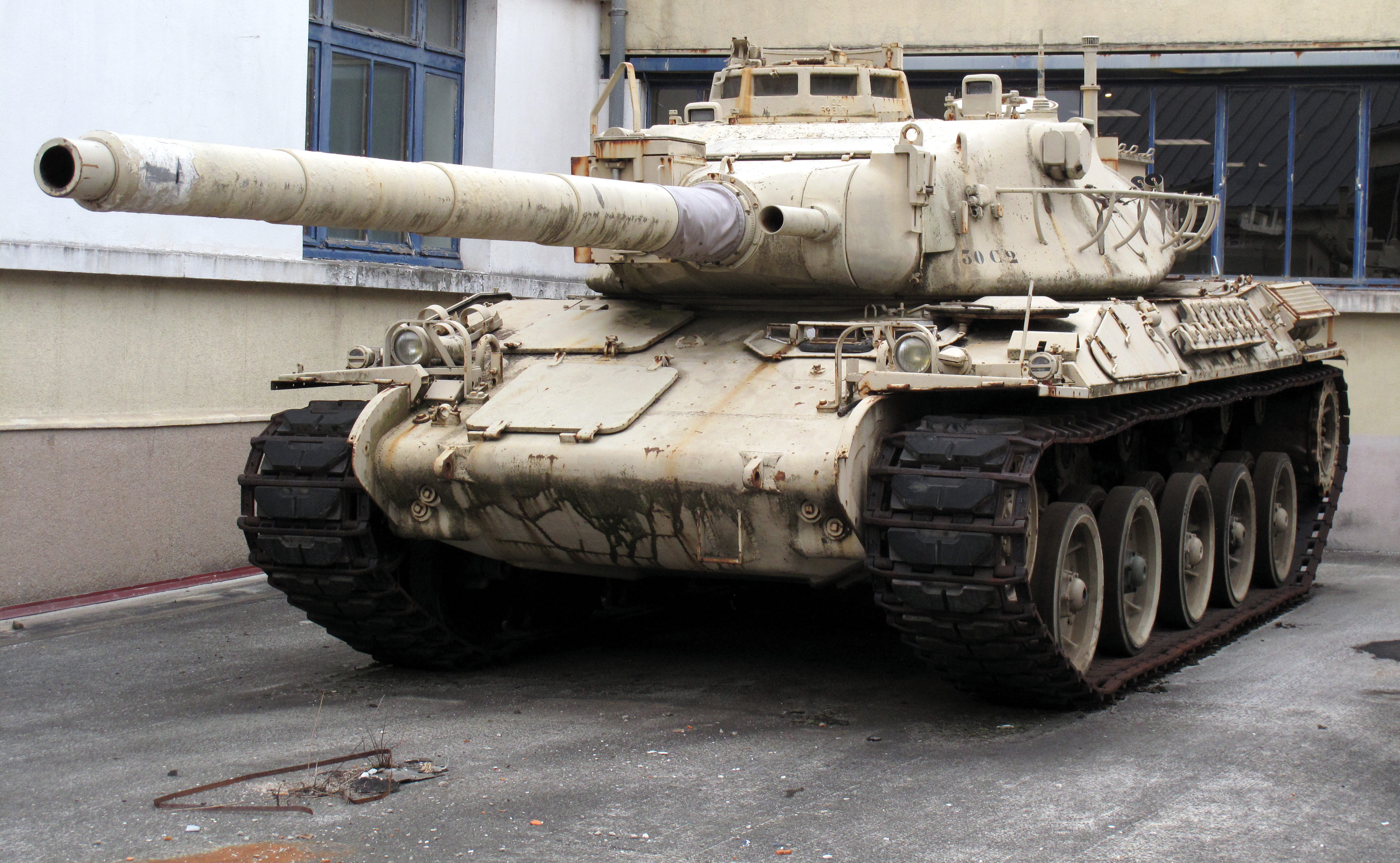
Épiscopes fixes en série panoramique sur la tourelle d'un char AMX-30
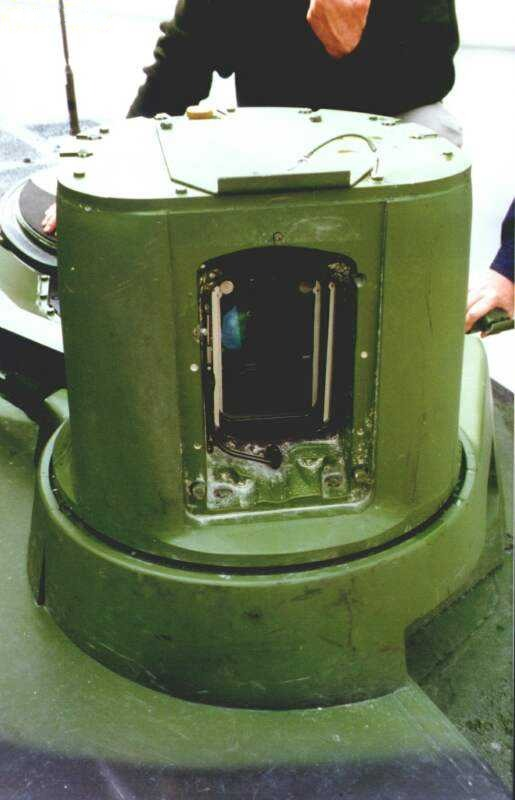
Épiscope pivotant avec caméra jour/nuit, sur la tourelle d'un char Leclerc. Il dispose en parallèle d'épiscopes fixes à miroirs.
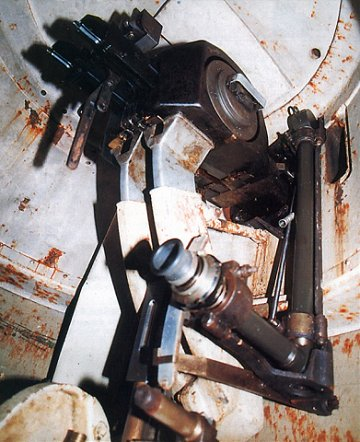
Intérieur d'une Tourelle de mitrailleuse modèle 1935 (Ligne Maginot), avec épiscope

## Autres sens
On nomme certaines ampoules électriques pour partie argentées sur leur face interne afin de focaliser la lumière dans une direction « lampe épiscope ».
Certains microscopes à éclairage dit « épiscopique » sont équipés d'un dispositif permettant d'observer des objets opaques.